# Savanne Sporting Club
Lo Savanne Sporting Club è una società calcistica con sede a Savanne nella repubblica di Mauritius.
Fondato nel 2000, il club gioca le gare casalinghe allo stadio Stade Harry Latour.

## Rosa 2011
| N. |                      | Ruolo | Calciatore              |
| -- | -------------------- | ----- | ----------------------- |
| 2  | Mauritius (bandiera) | C     | Yannick Dig-Dig         |
| 4  | Ghana (bandiera)     | C     | Edmund Adoley           |
| 3  | Mauritius (bandiera) | D     | Bassanio Diolle         |
| 7  | Mauritius (bandiera) | A     | Kersley Louis           |
| 8  | Mauritius (bandiera) | C     | Kurty Dessalles         |
| 9  | Mauritius (bandiera) | A     | Izzedine Boodoo         |
| 10 | Mauritius (bandiera) | C     | Guillano Chiffone       |
| 11 | Mauritius (bandiera) | A     | Stevenson Hollingsworth |
| 12 | Mauritius (bandiera) | C     | Michel Crouche          |
| 13 | Mauritius (bandiera) | D     | Kelly Mariva            |
| 14 | Mauritius (bandiera) | C     | Sakir Saïb              |

| N. |                      | Ruolo | Calciatore             |
| -- | -------------------- | ----- | ---------------------- |
| 15 | Mauritius (bandiera) | C     | Emmanuel Minerve       |
| 19 | Ghana (bandiera)     | A     | Jonathan Mantey Tetteh |
| –  | Mauritius (bandiera) | P     | Fabrice Deboucherville |
| –  | Mauritius (bandiera) | P     | Lionel Lal             |
| –  | Mauritius (bandiera) | D     | Samuel Angel           |
| –  | Mauritius (bandiera) | D     | Steeve Coco            |
| –  | Mauritius (bandiera) | D     | Stewart St-Louis       |
| –  | Ghana (bandiera)     | D     | Kingsley Boadu         |
| –  | Mauritius (bandiera) | C     | Fabien Pithia          |
| –  | Mauritius (bandiera) | C     | Yansley Coureur        |
| –  | Mauritius (bandiera) | A     | Westley Laboucherie    |

## Palmarès
- Mauritian Cup: 2

2003, 2004
- Mauritian Republic Cup: 1

2009

## Partecipazioni alle competizioni CAF
- CAF Confederation Cup: 1 partecipazione

2005 - turno preliminare